# Хеймер, Иан
И́ан Ма́ртин Хе́ймер (англ. Ian Martin Hamer; род. 18 апреля 1965, Бридженд) — британский валлийский легкоатлет, специалист по бегу на длинные дистанции. Выступал на крупных международных соревнованиях в период 1990—1992 годов, серебряный призёр Игр Содружества наций, участник летних Олимпийских игр в Барселоне.

## Биография
Иан Хеймер родился 18 апреля 1965 года в городе Бридженд, Уэльс. Проходил подготовку в Суонси в атлетическом клубе Swansea Harriers.
Первого серьёзного успеха на взрослом международном уровне добился в сезоне 1990 года, когда вошёл в основной состав валлийской национальной сборной и побывал на Играх Содружества наций в Окленде, откуда привёз награду бронзового достоинства, выигранную в беге на 5000 метров — в финале уступил только австралийцу Эндрю Ллойду и кенийцу Джону Нгуги. Также стартовал здесь на дистанции 1500 метров, но попасть в число призёров не смог, занял итоговое девятое место. Помимо Игр Содружества выступил за сборную Великобритании на чемпионате Европы в Сплите, где стал двенадцатым в пятитысячной дисциплине, и съездил на прошедшее в Глазго европейское первенство в помещении, где на трёх тысячах метрах финишировал седьмым.
В 1991 году Хеймер одержал победу на чемпионате Великобритании, соревновался на чемпионате мира в Токио — на дистанции 5000 метров не сумел преодолеть стадию четвертьфиналов и расположился в итоговом протоколе на 13 строке.
Благодаря череде удачных выступлений удостоился права защищать честь страны на летних Олимпийских играх 1992 года в Барселоне — на предварительном этапе пятитысячной дисциплины прибежал к финишу пятым и не попал в финал, заняв общее 19 место. Помимо этого, в беге на десять тысяч метров стартовал на Кубке мира в Гаване, проиграв бронзовому медалисту Михаилу Дасько около 14 секунд. В этом сезоне установил личные рекорды на дистанциях 5000 и 10 000 метров, показав время 13:09,80 и 29:14,05 соответственно.
В дальнейшем, тем не менее, покинул национальную сборную и в крупных международных соревнованиях больше не участвовал.